# Goudet
Goudet is een gemeente in het Franse departement Haute-Loire (regio Auvergne-Rhône-Alpes) en telt 63 inwoners (2009). De plaats maakt deel uit van het arrondissement Le Puy-en-Velay.

## Geografie
De oppervlakte van Goudet bedraagt 4,6 km², de bevolkingsdichtheid is dus 13,7 inwoners per km².
De onderstaande kaart toont de ligging van Goudet met de belangrijkste infrastructuur en aangrenzende gemeenten.

## Demografie
Onderstaande figuur toont het verloop van het inwonertal (bron: INSEE-tellingen).

## Afbeeldingen

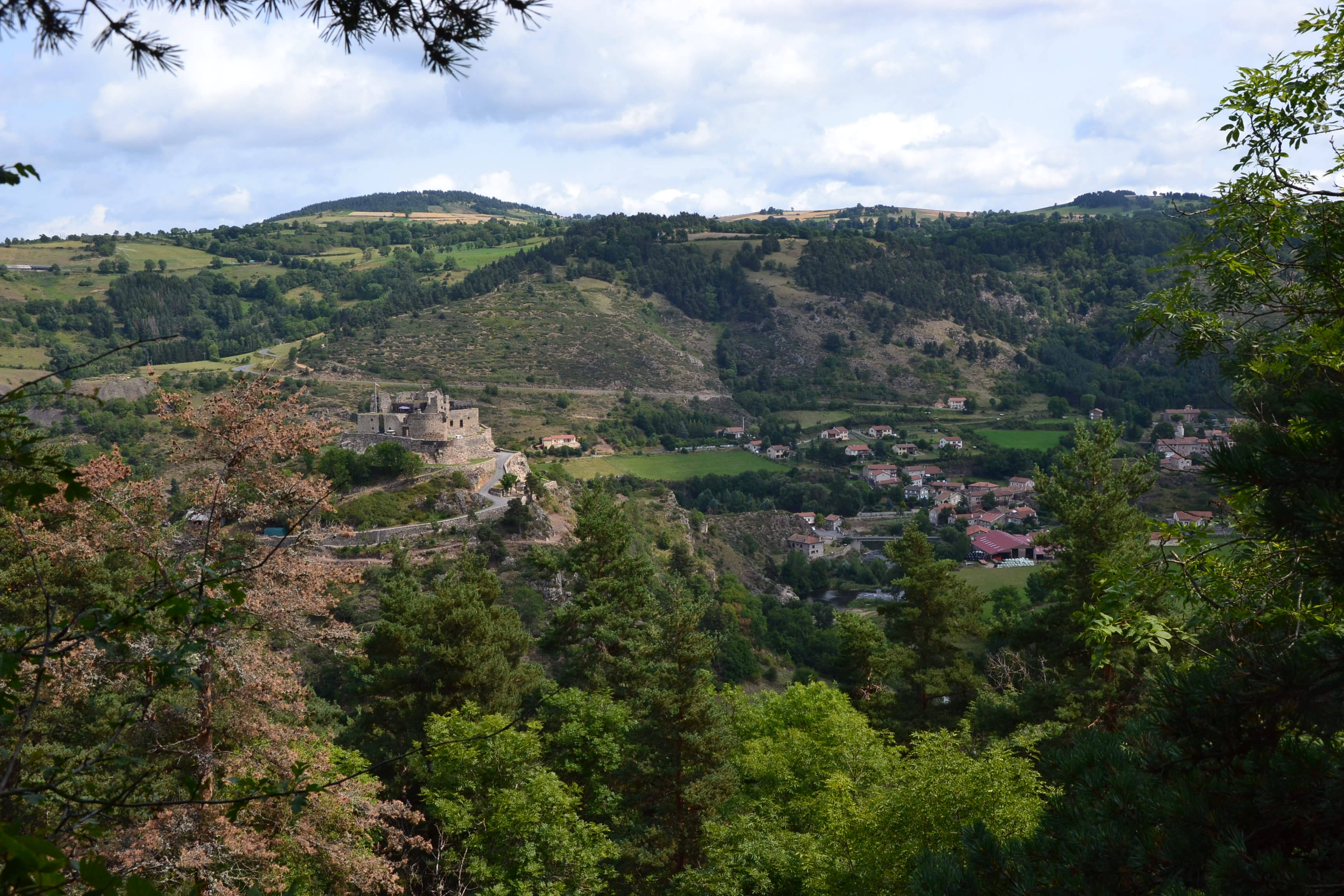
Gezicht op Goudet en het Château de Beaufort vanaf de GR70
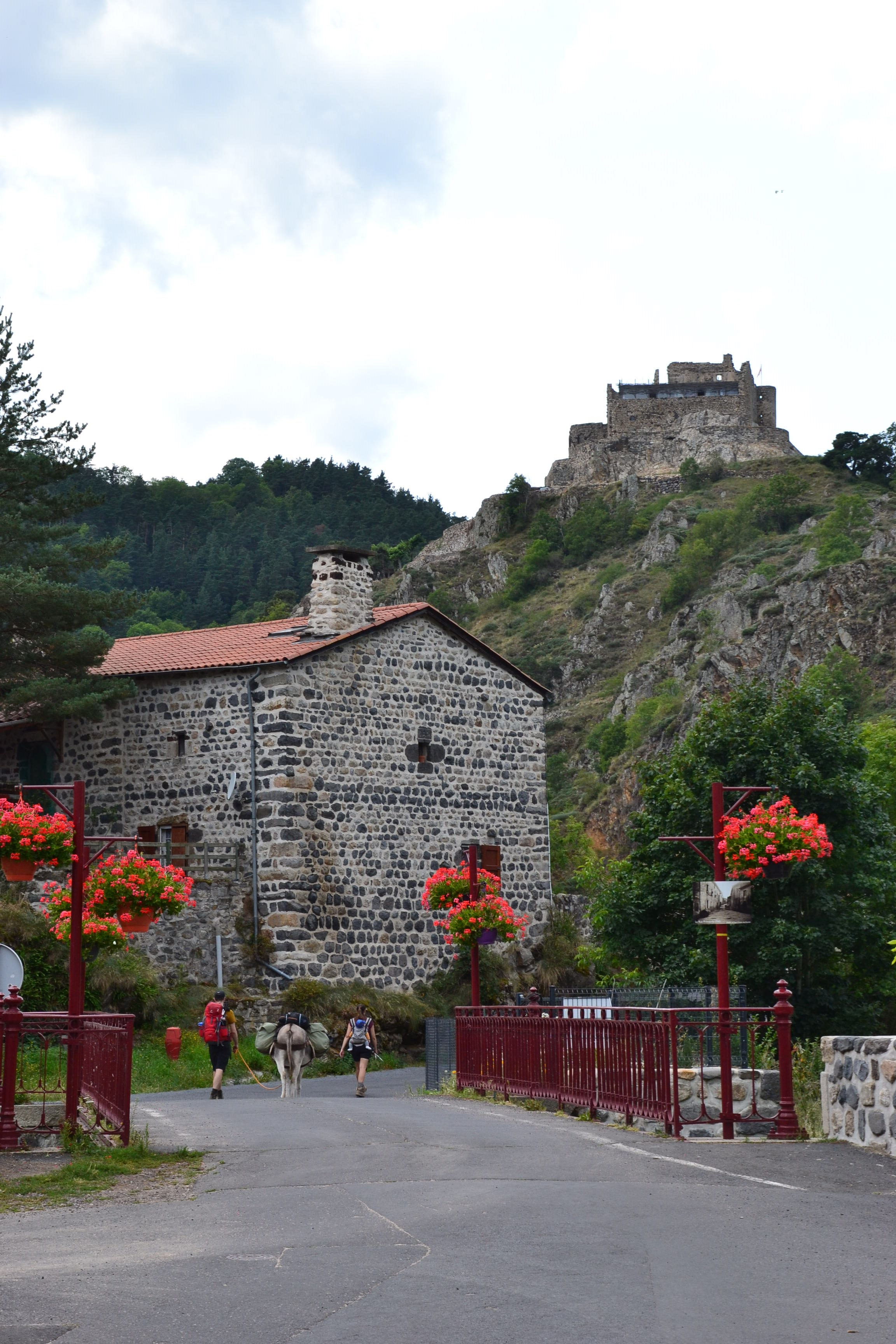
Wandelaars op de GR70, vergezeld van pakezel